# Partido Social-Democrata (Estónia)
O Partido Social-Democrata (em estoniano: Sotsiaaldemokraatlik Erakond, SDE) é um partido político estónio de centro-esquerda.
O partido foi fundado em 1990 como Partido Social-Democrata Estónio (Eesti Sotsiaaldemokraatlik Partei, ESDP), tento como primeira líder, Marjus Lauristin.
Após a independência da Estónia, o ESDP formou uma aliança com o Partido Rural de Centro Estónio para as eleições de 1992 e 1995. Em 1996, devido a derrota nas eleições, os dois partidos se fundiram, dando origem aos Moderados (Mõõdukad). Em 1998, os Moderados uniram-se com o Partido Popular, um partido de centro-direita, criando o Partido Popular Moderado (Rahvaerakond Mõõdukad). Tendo surgido da fusão entre uma sigla social-democrata e uma sigla de centro-direita, o Partido Popular Moderado chegou a ser descrito como "socialista de direita".
Os contatos dos Moderados com os antecessores do Partido Popular começaram em 1998. Os dois partidos tinham uma lista conjunta nas eleições parlamentares de 1999 e formaram uma coalizão com a União Pró-Pátria e o Partido Reformista. Em 2003, o Partido Popular Moderado afiliou-se ao Partido dos Socialistas Europeus. Após resultados eleitorais decepcionantes em 2003, adotou seu nome atual em 7 de fevereiro de 2004, definindo-se como adepto da social-democracia e favorável ao europeísmo.
Em 23 de setembro de 2006, seu membro Toomas Hendrik Ilves foi eleito presidente da Estónia (além dos sociais-democratas, ele foi apoiado pelos deputados do Partido Reformista Estónio, do União Pró-Pátria e do Res Publica).
Desde 17 de abril de 2023, está forma governo de coalizão com o Partido Reformista Estónio e o Estónia 200.
Atualmente, o SDE é liderado por Lauri Läänemets e faz parte do Partido dos Socialistas Europeus e da Aliança Progressista dos Socialistas e Democratas.

## Resultados eleitorais

### Eleições legislativas
| Data | Cl. | Votos  | %     | +/- | Deputados | +/- | Governo              |
| ---- | --- | ------ | ----- | --- | --------- | --- | -------------------- |
| 1992 | 4.º | 44.577 | 9,7%  |     | 12 / 101  |     | Coalizão             |
| 1995 | 5.º | 32.381 | 6,0%  | 3,7 | 6 / 101   | 6   | Oposição             |
| 1999 | 4.º | 73.630 | 15,2% | 9,2 | 17 / 101  | 11  | Coalizão (1999-2002) |
| 1999 | 4.º | 73.630 | 15,2% | 9,2 | 17 / 101  | 11  | Oposição (2002-2003) |
| 2003 | 6.º | 34.837 | 7,0%  | 8,2 | 6 / 101   | 11  | Oposição             |
| 2007 | 4.º | 58.363 | 10,6% | 3,6 | 10 / 101  | 4   | Coalizão (2007-2009) |
| 2007 | 4.º | 58.363 | 10,6% | 3,6 | 10 / 101  | 4   | Oposição (2009-2011) |
| 2011 | 4.º | 98.307 | 17,1% | 6,5 | 19 / 101  | 9   | Oposição (2011-2014) |
| 2011 | 4.º | 98.307 | 17,1% | 6,5 | 19 / 101  | 9   | Coalizão (2014-2015) |
| 2015 | 3.º | 87.189 | 15,8% | 1,9 | 15 / 101  | 4   | Coalizão             |
| 2019 | 5.º | 55.349 | 9,8%  | 5,4 | 10 / 101  | 5   | Oposição (2019-2022) |
| 2019 | 5.º | 55.349 | 9,8%  | 5,4 | 10 / 101  | 5   | Coalizão (2022-2023) |
| 2023 | 5.º | 56.584 | 9,3%  | 0,6 | 9 / 101   | 1   | Coalizão             |

### Eleições europeias
| Data | Cl. | Votos  | %     | +/-  | Deputados | +/-     |
| ---- | --- | ------ | ----- | ---- | --------- | ------- |
| 2004 | 1.º | 85.433 | 36,8% |      | 3 / 6     |         |
| 2009 | 5.º | 34.508 | 8,7%  | 28,1 | 1 / 6     | 2       |
| 2014 | 4.º | 44.550 | 13,6% | 4,9  | 1 / 6     | Estável |
| 2019 | 2.º | 77.384 | 23,3% | 9,7  | 2 / 7     | 1       |